# Theatre of Eternal Music
Theatre of Eternal Music nebo také The Dream Syndicate byl hudební soubor působící v šedesátých letech dvacátého století na undergroundové scéně v New Yorku. Vedl jej saxofonista a hudební skladatel La Monte Young a dále v ní v různých obdobích působili například jeho manželka Marian Zazeelaová, velšský violista John Cale, perkusionista Angus MacLise, houslista Tony Conrad, klavírista Terry Riley či saxofonista Terry Jennings. Jedinou konstantní osobou ve skupině zůstával Young.
Její styl se řadil k drone music, stylu, který se vyznačoval trvale stejným zvukem. Různí členové tento styl využívali i v pozdějších letech, Cale například coby člen skupiny The Velvet Underground. Cale rovněž začal počátkem 21. století vydávat sérii archivních nahrávek z šedesátých let nazvanou Inside the Dream Syndicate; první část dostala název Day of Niagara a obsahovala nahrávky pořízené v sestavě John Cale, Tony Conrad, Angus MacLise, La Monte Young a Marian Zazeelaová.